# BAP
Pour les articles homonymes, voir BAP (homonymie).
BAP est un groupe allemand de rock. Il est l'un des groupes rock germanophones les plus connus. Pour être exact, le groupe chante en dialecte colognais.
Leur style musical est tant quant au contenu que quant au style inspirée par leurs modèles Bob Dylan, Rolling Stones et Kinks, mais aussi par Bruce Springsteen qui est lié d'amitié avec le chanteur Wolfgang Niedecken. Les chansons les plus connues à l'étranger sont Kristallnaach (de l'album Vun drinne noh drusse) et Verdamp lang her de l'album Für usszeschnigge!).

## Historique

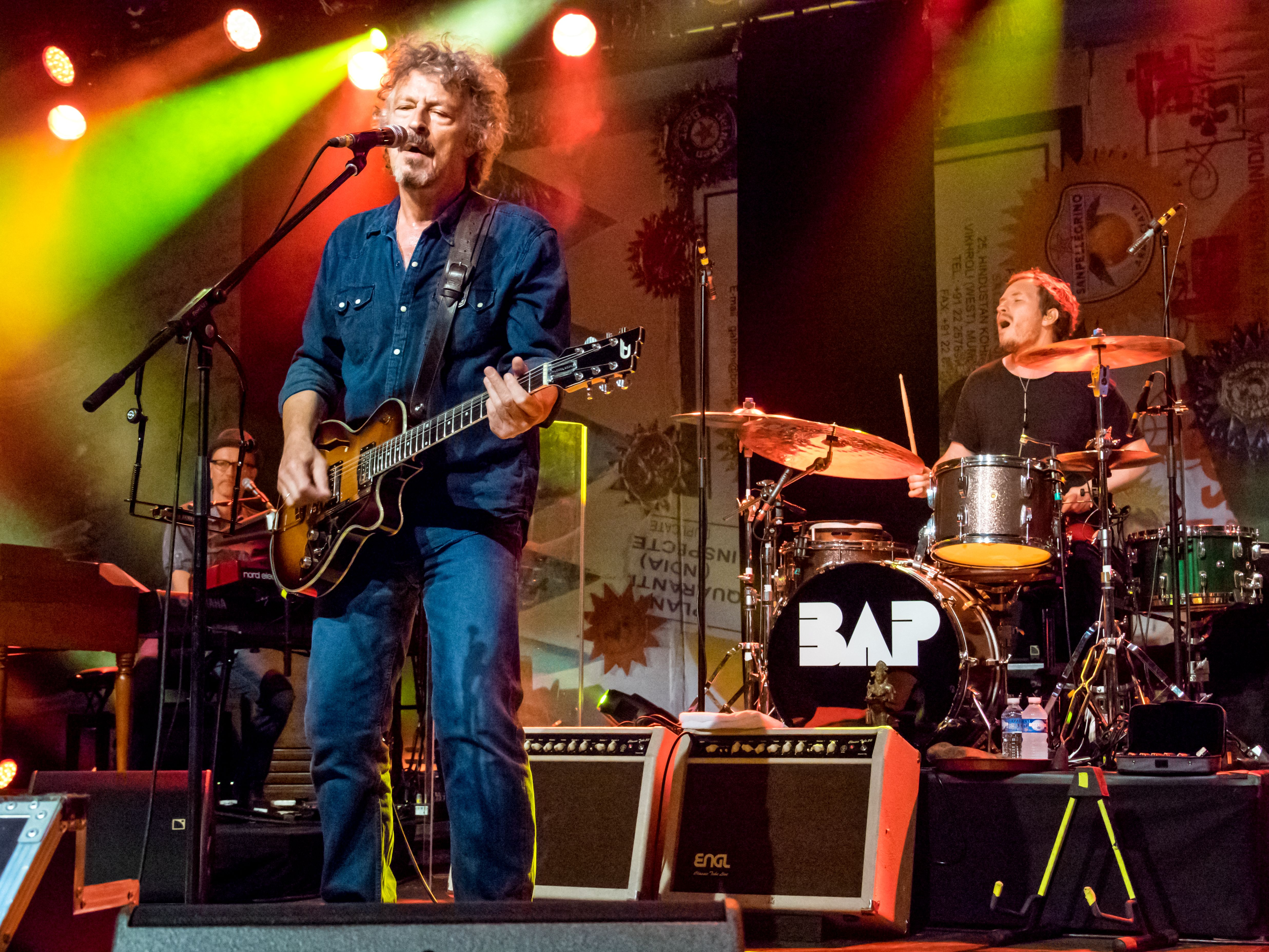
Zelt-Musik-Festival, en 2016 à Fribourg-en-Brisgau, Allemagne

Le groupe, formé autour du chanteur Wolfgang Niedecken, existe depuis 1976. Leur nom, BAP (« papa » en colognais) vient du surnom de Wolfgang Niedecken. Wolfgang Niedecken est le seul membre fondateur qui fait encore partie du groupe. Leur première apparition s'effectue en juillet 1977 au Mariensaal de Cologne-Nippes avec à la place deux guitares acoustiques (Wolfgang Niedecken, Hans Heres) et des percussions (Afro Bauermann). Le premier album, BAP, de Wolfgang Niedecken, est publié en novembre 1979. Le groupe se compose alors de Wolfgang Niedecken, Hans « Honçe » Heres, Wolfgang « Gröön » Klever, Manfred « Schmal » Boecker, Wolfgang « Wolli » Boecker, et Bernd Odenthal. Le second album, Affjetaut suit en 1980, et devient leur premier album publié sous le nom de Wolfgang Niedecken's BAP, puisque Niedecken s'était déjà fait un nom en tant qu'artiste solo.
En mai 1982, BAP effectue sa première grande tournée en Allemagne. L'accent est mis sur les chansons de l'album Für Usszeschnigge!, qui en 1981 devient leur premier album publié sur le nouveau label majeur EMI-Electrola. Für Usszeschnigge! atteint d'ailleurs la première place dans les charts allemands. Le 15 juillet 1984, ils jouent devant environ 6 000 spectateurs au Tivoli Eissporthalle d'Aix-la-Chapelle. La tournée se termine en février 1985.
En 1984 sort l'album Zwesche Salzjebäck un Bier pour lequel une tournée est organisée, commençant  les 15 et 16 juin 1984 avec deux concerts au parc archéologique de Xanten. Ils sont enregistrés par ZDF et publiés ultérieurement. Le 2 mars 1986, ils commencent la tournée Ahl Männer, aalglatt à Lohmar, près de Cologne. BAP donne d'abord quelques concerts dans des zones rurales, avant d'apparaître le 15 mars 1986 à l'Essen Grugahalle, le 17. Entre avril et juillet 1986, ils suivent avec de nombreux autres concerts. BAP tourne en octobre 1987 en Chine.(Pékin, Shanghai et Guangzhou).
En 2005, BAP se produit pour le Live 8 à Berlin. En 2009, BAP engage une tournée sur toute l'Allemagne, du 11 mars 2009 au 20 août 2009, de Lüneburg à Fulda, en passant par Braunschweig, Koblenz, Karlsruhe, Mannheim, Aschaffenburg/Kleinostheim, Krefeld, Morbach, Wuppertal, Erfurt, Bielfeld, Münster, Siegen, Kiel, Aurich, Aachen, Bremen, St Wendel, Mainz, München, Trier, Hamburg et d'autres.
Le 12 mars 2014, débute la tournée Niedeckens BAP  Das Märchen vom gezogenen Stecker. Jusqu'en septembre 2014, le groupe joue dans plus de 50 villes. Après que Helmut Krumminga ait déserté le groupe, et l'arrivée du guitariste Ulrich Rode pour le remplacer pendant la tournée, le batteur Jürgen Zöller annonce le 27 septembre 2014 son départ,.

## Membres

### Membres actuels
- Wolfgang Niedecken - chant, guitare (depuis 1976)
- Rhani Krija - percussions (1976-2008, tournée 2014)
- Werner Kopal - basse (depuis 1996)
- Michael Nass - claviers (depuis 1999)
- Sönke Reich - batterie (depuis 2014)
- Ulrich Rode - guitare (depuis 2014)
- Anne de Wolff - violon, guitare, violoncelle, mandoline, percussions (1976-2006, tournée 2014)

### Anciens membres
- Klaus Heuser (1980–1999)
- Jens Streifling (1996–2002)
- Helmut Krumminga (1999–2014)

## Discographie

### Albums studio

#### Années 1970
- 1979 : Wolfgang Niedecken's BAP rockt andere kölsche Leeder

#### Années 1980
- 1980 : Affjetaut
- 1981 : Für usszeschnigge!
- 1982 : Vun drinne noh drusse
- 1984 : Zwesche Salzjebäck un Bier
- 1986 : Ahl Männer, aalglatt
- 1988 : Da Capo

#### Années 1990
- 1991 : X für 'e U
- 1993 : Pik Sibbe
- 1995 : Wahnsinn - Die Hits von 79-95
- 1996 : Amerika
- 1999 : Comics und Pin-Ups
- 1999 : Tonfilm

#### Années 2000
- 2001 : Aff un zo
- 2004 : Sonx
- 2005 : Dreimal zehn Jahre
- 2008 : Radio Pandora Plugged / Unplugged

#### Années 2010
- 2011 : Halv su wild

### Albumslive
- 1983 : Live - Bess demnähx...
- 1991 : ...affrocke!! (live)
- 2002 : Övverall (live)
- 2009 : Live und in Farbe (live)
- 2011 : Volles Programm (live)
- 2014 : Niedeckens BAP: Das Märchen vom gezogenen Stecker (live)